# 四国財務局
四国財務局（しこくざいむきょく）は、四国4県を管轄する財務省の地方支分部局である財務局。徳島県、愛媛県、高知県の県庁所在地に各財務事務所が配置されており、本局以外は全て合同庁舎で、同合同庁舎の管理庁でもある。主な業務は、財政、金融・証券、経済動向把握、国有財産の管理となっている。
金融関係業務の一部は、金融庁から委任を受けて行っており、証券関係業務の一部は、証券取引等監視委員会の委任を受けて行っているその他、一般的にあまり知られていないが、たばこの販売許可関係や塩の製造・販売の登録等も財務局の所掌事務となっている。

## 組織
- 職員数：215人（2007年7月1日時点）
- 予算：23億0100万円（2005年度）
- 下部機関数：3（2007年7月1日時点）

本所組織図
- 財務局観察官
- 証券取引等監視官 - 統括証券検査官
- 総務部
  - 総務課
  - 会計課
  - 経済調査課
  - 財務広報相談官
- 理財部
  - 主計課
  - 特別主計実地監査官
  - 理財課
  - 検査総括課
  - 統括金融証券検査官
  - 金融監督第1課
  - 金融監督第2課
  - 融資課
- 管財部
  - 管財総括課
  - 宿舎総括課
  - 審理課
  - 統括国有財産管理官
  - 統括国有財産監査官
  - 首席国有財産鑑定官
  - 財務総合政策研究所 四国研修支所
- 財務事務所
  - 徳島財務事務所
  - 松山財務事務所
  - 高知財務事務所

## その他
- 2012年10月 - 徳島財務事務所がキャラクター「すだちポン」の使用を開始。